# Retrato Imaginário
"Retrato Imaginário" é uma canção do trio brasileiro SNZ, gravada para o primeiro álbum do trio, também intitulado SNZ (2000). A canção foi escrita pela integrante Nãna Shara, juntamente com a cantora ítalo-brasileira Deborah Blando e Dudu Caribé, enquanto a sua produção ficou por conta de Plínio Profeta. 
Na sua versão original, que dura 5:14, "Retrato Imaginário" conta com a participação do pai do trio, Pepeu Gomes, no violão, e tem um estilo pop midtempo, trazendo uma sonoridade mais calma. Liricamente, "Retrato Imaginário" fala que para encontrar a pessoa ideal você tem que deixar de ver o por do sol, e ao fazer isso conseguimos sentir o anjo voador. O refrão conta com o trio cantando em inglês e português.
Após "Longe do Mundo" e "Dancin' Days" como single, a gravadora do trio, a WEA, decidiu trabalhar com "Retrato Imaginário", mas ao invés da versão original, uma versão mais pop e dançante, produzida pelo produtor G-Vô foi lançada, dando um ar mais atual à canção. Essa versão atingiu um enorme sucesso em todo o Brasil, dando maior visibilidade ao trio, além de ter conquistado um bom desempenho nas paradas de sucesso.
Críticos e fãs compararam a canção às canções "Baby One More Time" e "Oops! I Did It Again", ambas de Britney Spears (que estava em alta na época), enquanto que o videoclipe também se tornou um sucesso, sendo o mais pedido em vários canais de clipe. O trio também cantou a canção em vários programas de TV.

## Antecedentes e lançamento
A primeira versão de "Retrato Imaginário" foi lançada no álbum do trio, também intitulado SNZ, de 2000. Nessa versão, que dura 5 minutos e 14 segundos, o estilo da canção é um pop midtempo, trazendo um som calmo e ambiente. O pai do trio, Pepeu Gomes, faz uma participação na faixa, tocando violão.
Após o lançamento de dois singles, "Longe do Mundo" e Dancin' Days, a gravadora do trio, a WEA, decidiu trabalhar com "Retrato Imaginário", mas ao invés da versão original, a gravadora pediu para que o produtor G-Vô (também conhecido como Monster Makers) remixasse a canção, fazendo com que ela se tornasse mais "pop e contemporânea", similar com o som pop dançante que estava dominando o cenário no momento (2000).
Assim, "Retrato Imaginário" se tornou uma canção mais pop, com elementos de teen pop e dance pop, sendo similar à canções que estavam fazendo sucesso na época. Essa versão ficou disponível no CD Single da canção, que também conta com mais outras 3 versões, e posteriormente foi incluída no álbum de remixes do grupo, intitulado Remix Hits, de 2002.

## Composição e estilo

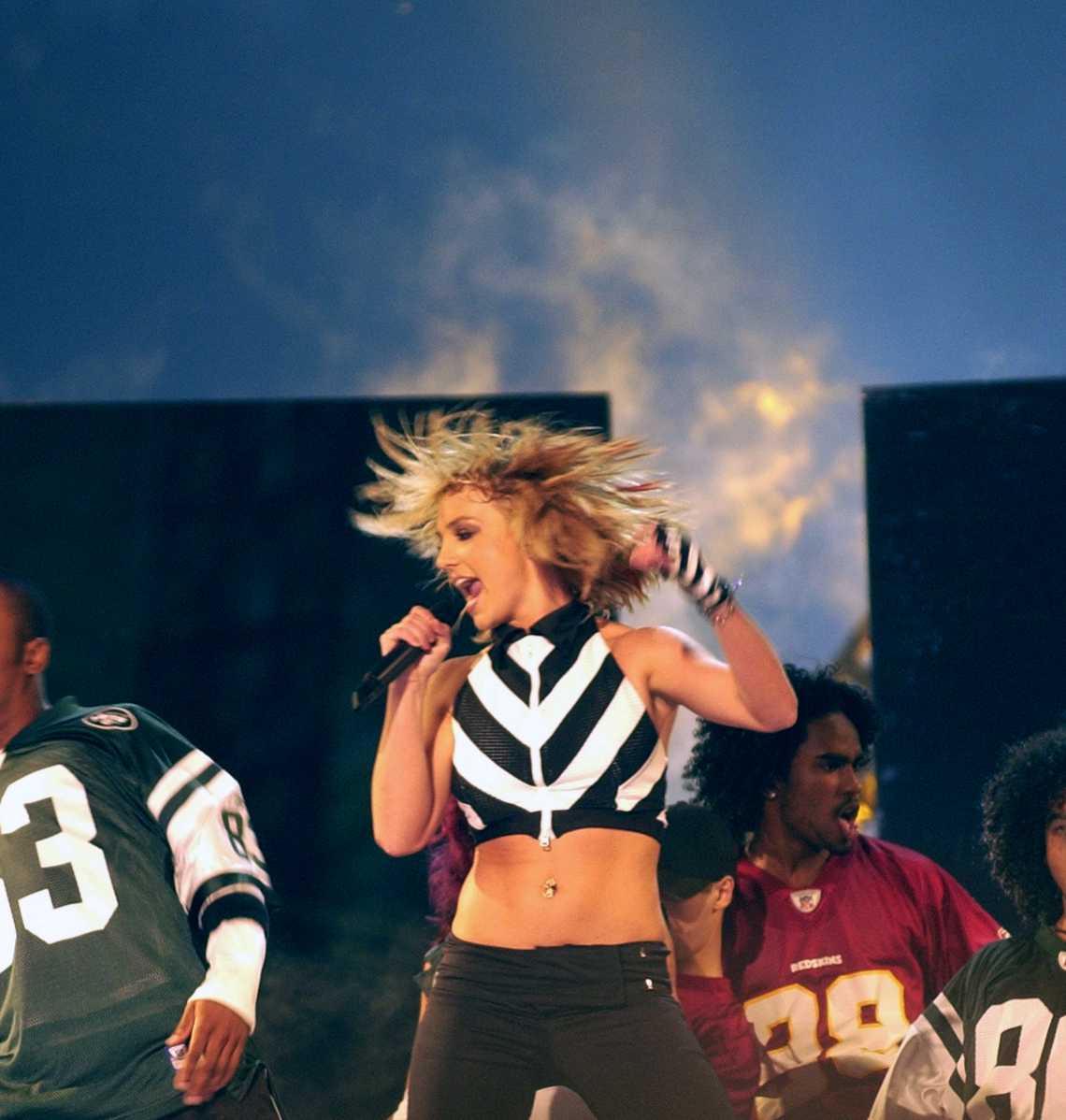
A versão remix da canção tem uma sonoridade parecida com as canções de Britney Spears (foto).

"Retrato Imaginário" foi composta por Nãna Shara (integrante do trio), com a ajuda da cantora ítalo-brasileira Deborah Blando e Dudu Caribé, enquanto a produção ficou por conta de Plínio Profeta (produtor de quase todas as canções do álbum). Já a sua versão remixada, foi produzida pelo produtor "G-Vô" (que após o sucesso da canção, passou a produzir constantemente o grupo). 
O estilo da versão remix, também intitulada "G-Vô Remix", foi bastante discutida, sendo considera por muitos fãs e críticos uma mistura de canções da cantora norte-americana Britney Spears, mais nitidamente "Baby One More Time" e "Oops! I Did It Again.
A letra de "Retrato Imaginário" é muito discutida até hoje, já que mistura vários tipos de mensagem. Em suma, a canção discute que para encontrar a pessoa ideal você tem que deixar de ver o por do sol, e ao fazer isso conseguimos sentir o anjo voador. E que as pessoas têm uma história presente real, mas o passado é de mentirinha, imaginário.
O seu refrão é intercalado entre o inglês e o português, onde as irmãs cantam: "You´ve gotta feel the flying angel, Para encontrar você, O pôr-do-sol, amor, deixar de ver, A sua imagem retrato falado ao contrário, Como uma história presente, passado imaginário."

## Videoclipe
O videoclipe de "Retrato Imaginário" foi filmado no Palácio Quitandinha em Petrópolis, Rio de Janeiro, conta com muita dança, muita alegria, muita lantejoula, além de muita chuva de papel picado. O videoclipe se tornou um sucesso, figurando em todos os canais de clipes do momento, tendo sua estreia na MTV Brasil, e entrando em alta rotação nos principais canais de clips da época, como Clipmania, da Band, Interligado, da Rede TV, Plugado, da TVE Brasil, Clipper, da TV Gazeta, entre outros. O videoclipe também concorreu como um dos melhores clips na categoria pop, do canal Discovery.

## Divulgação e desempenho comercial
Para divulgar a canção, o trio apresentou a canção em várias participações nos programas Planeta Xuxa e Xuxa Park, ambos da apresentadora Xuxa, considerada a "madrinha" do trio. Além disso, elas também participaram do programa do cantor, ator e apresentador Fábio Jr., na Record, cantando a faixa. 
A canção se tornou um enorme sucesso, figurando nas paradas de sucesso do Brasil, se tornando o primeiro grande hit do grupo.

## Faixas
- CD Single[1]

1. Retrato Imaginário (Versão Álbum) - 5:14
2. Retrato Imaginário (G-Vô Mix) - 4:10
3. Retrato Imaginário (G-Vô Mix Extended) - 4:47
4. Retrato Imaginário (R&B Mix) - 4:13
5. Dancin' Days (Cuca RMX Extended) - 5:45

## Posições
| Paradas (2000)          | Posições |
| ----------------------- | -------- |
| Brasil — Hot 100 Brasil | 37       |